# Damian de Montemas
Damian de Montemas (n. 19??) es un actor australiano, conocido por haber interpretado a Jason Kennedy en la serie The Secret Life of Us, a Henk Van Patten en Home and Away y a Brian Alexander en la serie Underbelly: A Tale of Two Cities.

## Biografía
Estudió en la escuela de teatro Academia de Australia Occidental de Artes Escénicas (WAAPA) (en inglés: Western Australian Academy of Performing Arts), en Perth.
Damian sale con Anneliese Huyser, la pareja tiene dos hijos.

## Carrera
En 1998 apareció como por primera vez en la serie australiana médica All Saints,donde interpretó a Mike McGrath, más tarde apareció nuevamente en la serie ahora en el 2006 donde dio vida a Scott McFarlane y posteriormente interpretó a Jules en el 2009.
De 2001 a 2002 interpretó a Jason Kennedy en la serie The Secret Life of Us.
En 2007 se unió a la serie australiana Home and Away donde interpretó a Henk Van Patten hasta 2008. Hank era el novio mayor de Cassie Turner, que al final le contagia el VIH.
En 2009 interpretó al corrupto abogado del sindicato del crimen Brian Alexander en la segunda temporada de la serie Underbelly: A Tale of Two Cities.
En 2010 apareció como invitado en la serie Rescue Special Ops donde interpretó a Jim Tucker.
Ese mismo año se unió al elenco de la serie policiaca Cops: L.A.C. donde interpretó al detective Mayor Matt "Matilda" Hilton, un experto forense. En noviembre del mismo año y después de una temporada la serie fue cancelada por la cadena Nine debido a la baja audiencia.
En el 2013 apareció como invitado en la serie Packed to the Rafters donde interpretó a Justin, un amigo de Saskia Clark (Lauren Clair) con el que Sakia engaña a Nathan Packer (Angus McLaren).
El 9 de septiembre del 2013 apareció como invitado de la serie australiana Neighbours donde interpretó a Alek Pocoli, el exesposo de Vanessa Villante, hasta el 11 de septiembre del mismo año.

## Filmografía

### Películas
| Año  | Película                           | Personaje            | Notas                                                                                             |
| ---- | ---------------------------------- | -------------------- | ------------------------------------------------------------------------------------------------- |
| 2014 | The 34th Battalion                 | -                    | junto a Emilie de Ravin, Luke Hemsworth, Claire van der Boom, Ashley Zukerman y Vince Colosimo    |
| 2014 | Locks for Love                     | Dale                 | junto a Aaron Jeffery, Zoe Naylor, Les Hill, Ryan Hayward, Ron Haddrick & Inge Hornstra           |
| 2014 | Carlotta                           | Lance                | junto a Jessica Marais, Eamon Farren, Socratis Otto, Alex Dimitriades, Gigi Edgley & Ryan Johnson |
| 2012 | Scratch                            | Mark                 | corto - junto a James Carter, Claudia Karvan, Kate Mulvany & Doris Younane                        |
| 2012 | The Housewife                      | Xander               | corto - junto a Farrah Bidgoli                                                                    |
| 2012 | Jack Irish: Black Tide             | Guardia de Seguridad | junto a Brooke Harman, Bernadette Schwerdt & Salvatore Galofaro                                   |
| 2010 | Blame                              | Bernard              | junto a Ashley Zukerman, Saskia Hampele, Sophie Lowe & Kestie Morassi                             |
| 2008 | Every Other Weekend                | Roger                | corto - junto a Benjamin Winspear, Adeline Harvey & Matt Zeremes                                  |
| 2007 | The Final Winter                   | Max                  | junto a John Jarratt, Nathaniel Dean, Conrad Coleby, Matthew Nable & Michelle Langstone           |
| 2007 | Joanne Lees: Murder in the Outback | Policía Bantan       | junto a Bryan Brown, Asher Keddie, Joanne Froggatt, Laurence Breuls, John Wood & Silvio Ofria     |
| 2007 | Soul Mates                         | Lenny                | junto a Barry Otto & Tom Clarke                                                                   |
| 2006 | The Silence                        | Michael Hanlon       | junto a Richard Roxburgh, Essie Davis & Tony Barry                                                |
| 2006 | Hold Please                        | Exnovio de Jane      | junto a Lisa Hensley                                                                              |
| 2005 | The Protector                      | Vincent              | junto a Tony Jaa & Nathan Jones                                                                   |
| 2004 | Somersault                         | Adam                 | junto a Abbie Cornish, Sam Worthington, Nathaniel Dean & Toby Schmitz                             |
| 2003 | The Cherry Orchard                 | Viejo Antoine        | junto a Jan Langford Penny                                                                        |
| 2002 | The Visitor                        | -                    | junto a Barry Otto                                                                                |
| 2001 | My Husband My Killer               | David Christie       | junto a Colin Friels, Craig McLachlan & Tara Morice                                               |
| 2001 | The Secret Life of Us              | Jason Kennedy        | junto a Claudia Karvan, Abi Tucker & Joel Edgerton                                                |
| 1999 | In The Red                         | Zed                  | junto a Allison Cratchley, Steve Bisley & Warwick Young                                           |
| 1999 | Chameleon II: Death Match          | Lenz                 | -                                                                                                 |

### Series de televisión
| Año         | Serie                            | Personaje             | Notas                                          |
| ----------- | -------------------------------- | --------------------- | ---------------------------------------------- |
| 2016        | Hyde & Seek                      | Maj. Ryan Hanley      | 2 episodios                                    |
| 2016        | Wolf Creek                       | Inspector Darwin      | 4 episodios - miniserie                        |
| 2015        | Ready For This                   | Entrenador Domaleski  | 5 episodios                                    |
| 2013        | Neighbours                       | Alek Pocoli           | 2 episodios                                    |
| 2013        | Packed to the Rafters            | Justin                | episodio "Reality Checks"                      |
| 2011        | Wild Boys                        | Clem Roley            | episodio # 1.11                                |
| 2011        | Crownies                         | Alistair Hoy          | episodio # 1.15                                |
| 2010        | Cops: L.A.C.                     | Matt Hilton           | 13 episodios                                   |
| 2010        | Rescue Special Ops               | Jim Tucker            | episodio "A Day in the Life of Dean Gallagher" |
| 2009        | East West 101                    | Zimmer                | episodio "Just Cargo"                          |
| 1998 - 2009 | All Saints                       | Scott McFarlane       | 3 episodios                                    |
| 2009        | Underbelly: A Tale of Two Cities | Brian Alexander       | 7 episodios                                    |
| 2007 - 2008 | Home and Away                    | Henk Van Patten       | 124 episodios                                  |
| 2001 - 2002 | The Secret Life of Us            | Jason Kennedy         | 41 episodios                                   |
| 2002        | Blue Heelers                     | Guy Merrin            | episodio "The Real Thing"                      |
| 2002        | Stingers                         | Greg Smith            | episodio "Thin Ice"                            |
| 2001        | Crash Palace                     | Luc                   | 2 episodios                                    |
| 2000        | Murder Call                      | Shane de Bono         | episodio "Grave Matters"                       |
| 1999        | Water Rats                       | Oficial "Fish" Wilson | episodio "Fish Out of the Water"               |
| 1999        | Big Sky                          | Spike                 | episodio "Missing in Action"                   |
| 1999        | Farscape                         | Teniente Melkor       | episodio "Exodus from Genesis"                 |
| 1998        | Minty                            | Shane Connor          | 12 episodios                                   |
| 1995        | Police Rescue                    | Greg                  | episodio "On the Outer"                        |

### Teatro
| Año        | Obra                 | Personaje  | Director (a)    | Teatro                           | Notas                                                         |
| ---------- | -------------------- | ---------- | --------------- | -------------------------------- | ------------------------------------------------------------- |
| 2010       | Between Us           | Joel       | Jennifer Don    | Ensemble Theatre                 | junto a Ben Mortley & Caroline Craig                          |
| 2000, 2006 | Freak Winds          | Empresario | Marshall Napier | The Arclight Theatre             | junto a Roxane Wilson & Marshall Napier                       |
| 2003       | The Way of the World | -          | Gale Edwards    | Sydney Opera House Drama Theatre | junto a Miriam Margolyes, Genevieve O'Reilly & John Batchelor |

## Premios y nominaciones
| Año  | Categoría                                            | Premio    | Serie                            | Resultado |
| ---- | ---------------------------------------------------- | --------- | -------------------------------- | --------- |
| 2009 | Best Guest or Supporting Actor in a Television Drama | AFI Award | Underbelly: A Tale of Two Cities | Ganador   |